# نادي المنشآت والشخصيات
نادي المنشآت والشخصيات الرياضي أو حماية المنشأت، هو نادي كرة قدم عراقي مقره في بغداد، يلعب في الدوري العراقي الدرجة الثالثة.

## روابط خارجية
- نادي المنشأت والشخصيات على موقع Goalzz.com
- العراق - تواريخ التأسيس
- مؤسسة إحصاءات كرة القدم (RSSSF)